# Nicole Haase (Fußballspielerin)
Nicole Haase (* 12. Dezember 1976) ist eine ehemalige deutsche Fußballspielerin.

## Karriere
Haase spielte von 1999 bis 2001 als Mittelfeldspielerin für den 1. FC Saarbrücken in der Bundesliga. Sie debütierte am 29. August 1999 (1. Spieltag) bei der 0:4-Niederlage im Auswärtsspiel gegen den 1. FFC Frankfurt und erzielte ihr erstes Bundesligator am 13. Oktober 1999 (5. Spieltag) beim 4:0-Sieg im Heimspiel gegen den TuS Niederkirchen mit dem Treffer zum 3:0 in der 66. Minute. Nachdem sie in ihrer Bundesligapremierensaison fünf Tore in zwölf Punktspielen erzielt hatte, waren es in der Folgesaison zwei Tore in neun Punktspielen. Als Letzter hätte ihr Verein in die Regionalliga Südwest absteigen müssen, verblieb jedoch in der Spielklasse, da die Sportfreunde Siegen keine Lizenz für die kommende Saison erhalten und der FFC Flaesheim-Hillen seine Mannschaft zurückzogen hatte. 
Dennoch wechselte sie zum Ligakonkurrenten 1. FFC Frankfurt, für den sie in acht Punktspielen zum Einsatz kam und zwei Tore erzielte. Am Saisonende 2001/02 hatte sie damit Anteil am Gewinn der Deutschen Meisterschaft; im Wettbewerb um den Vereinspokal wurde sie nicht eingesetzt, den ihre Mannschaft ebenfalls gewann.
In der Saison 2002/03 war sie für den Bundesligaaufsteiger TuS Niederkirchen aktiv, bestritt jedoch nur zwei Punktspiele, in denen ihr ein Tor gelang. Am Saisonende musste der Verein den Gang in die Regionalliga Südwest antreten. Haase hingegen kehrte nach Saarbrücken zurück und bestritt für den 1. FC Saarbrücken, der am Saisonende 2003/04 mit nur einem Punktgewinn und sieben Toren absteigen musste, lediglich drei Punktspiele, in denen sie ein Tor erzielte.

## Erfolge
- Deutscher Meister 2002
- DFB-Pokal-Sieger 2002 (ohne Einsatz)